# Nagako
Kejsarinnan Kōjun (香淳皇后 Kōjun-Kōgō), född som prinsessan Nagako (良子女王 Nagako Joō) den 6 mars 1903 i Tokyo, död 16 juni 2000 i Tokyo, var kejsarinna av Japan, gift med kejsar Hirohito 1924 till dennes död 1989. Hon var mor till kejsar Akihito.

## Tidigt liv
Nagako var dotter till fältmarskalk prins Kuniyoshi Kuni, som tillhörde en sidogren av kejsarhuset och var en avlägsen släkting till Hirohito, och prinsessan Chikako, som tillhörde den förnäma militärsläkten Shimazu. Hon blev 1907 inskriven på Gakushūin, en utbildningsanstalt i Tokyo reserverad för adliga barn, där hon studerade från 1909 till 1916.
Som nioåring bevistade hon år 1912 kejsar Meijis begravning. Hon blev tillsammans med många andra döttrar ur aristokratin inbjuden att närvara vid en teceremoni i kejsarpalatset år 1914. Kronprins Hirohito fick betrakta gästerna inkognito genom ett titthål i en skärm för att välja vem han ville gifta sig med, och hans val föll på henne. Nagako själv blev inte tillfrågad.

## Kronprinsessa
Förlovningen inträffade inofficiellt den 14 januari 1918 och de tog en 15 minuters promenad på tu man hand då de avgav äktenskapslöfte. Därefter träffades paret endast nio gånger under de sex år som förflöt fram till bröllopet år 1924, och vid dessa få möten var alltid ett förkläde närvarande.
Valet av Nagako bröt mot den dåvarande seden av två skäl: det var tradition att kejsarinnorna tillhörde en av de fem grenarna av familjen Fujiwara, medan Nagako själv tillhörde kejsarhuset; och hennes mor tillhörde militärklassen, något som också var ovanligt. 
Det förekom ett visst motstånd mot parets förlovning vid Hirohitos fader, kejsar Taishos hov. Hans rådgivare, prins Yamagato, hatade Nagakos släkt, och påstod att färgblindhet var ärftligt inom släkten och att denna åkomma kunde komma att gå i arv till den kejserliga familjen. Nagakos far uppmanades att bryta parets förlovning men svarade att han i så fall skulle ta livet av både sig själv och Nagako. Kejsaren gav dock själv giftermålet sitt stöd. Efter att hon utvalts till kejsarinna studerade Nagako japansk och kinesisk litteratur, poesi, kalligrafi, franska och hovetikett för att förbereda sig för sin roll som kejsarinna.
Den officiella förlovningen tillkännagavs år 1921, och bröllopet ägde rum den 26 januari 1924. Relationen mellan Nagako och Hirohito var till en början ansträngd men ska med tiden ha blivit harmonisk, och de sades aldrig ha grälat. Endast ett enda gräl ska i varje fall ha blivit bevittnat och förts vidare.

## Kejsarinna
Hirohito efterträdde sin far på tronen den 25 december 1926, och paret kröntes i en ceremoni i Kyoto i november 1928. Det var första gången som en kejserlig gemål deltog i en sådan ceremoni, och Nagako anlände i sin egen vagn, iklädd en dräkt som bestod av fem kimonos med samma vikt som henne själv.
I äktenskapet föddes inledningsvis fyra döttrar men ingen son, och Hirohito uppmanades då att ta sig en konkubin som kunde föda en son, eftersom även utomäktenskapliga barn men endast söner kunde ärva tronen i Japan enligt dåvarande tronföljdsordning. Men Hirohito vägrade, och i december 1933 föddes slutligen en son, den blivande kejsar Akihito. Nagako hade varit utsatt för stark press att föda en son, och det var en stor psykisk lättnad när detta slutligen lyckades. Nagako väckte uppseende genom att själv amma sin son, eftersom detta bröt mot traditionen, men enligt traditionen separerades han från sina föräldrar vid tre års ålder för att erhålla sin utbildning, och föräldrar och son träffades sedan endast en dag i månaden. Efter Akihito fick kejsarparet ytterligare två barn, prins Hitachi och slutligen prinsessan Suga 1939.
Hirohito och Nagako hade många gemensamma intressen, bland annat marinbiologi, blommor och fåglar. Nagako älskade att väva silke och beskrevs som skicklig i kalligrafi. Hon blev en erkänd konstnär under namnet To-en (persikoträdgården) och målade färgrika tavlor.
Nagako frigjorde sig från det stränga kejserliga protokollet och man sade allmänt att hon med sin älskvärdhet gav genuin värme åt de tråkiga kejserliga ceremonierna. Som kejsarinna ingick det i hennes roll att närvara vid 2600-årsjubileet av det japanska kejsardömet 1940 och firandet av Singapores fall 1942. Hennes offentliga framträdanden var dock fåtaliga fram till andra världskrigets slut. Mot krigsslutet bidrog hon till att begränsa kejsarhovets matkonsumtion och tillverkade själv kläder och lakan till behövande då det rådde brist på dessa varor.
Efter andra världskriget blev hon 1947 emeritus vid Röda Korset och arbetade därefter mer aktivt med representation och intog en mer offentlig roll. Hon deltog bland annat vid invigningen av krigsmonumentet 1964 och öppningen av OS i Tokyo 1964. Genom denna offentliga roll bidrog hon till den dåvarande politiken som initierats av USA och som syftade till att framställa kejsarfamiljen som en mänsklig familj snarare än en avgudad gudafamilj, vilket förut varit den officiella formen.  
Nagako följde Hirohito på hans resa till Europa 1971 och till USA 1975 och blev där känd som "Den leende kejsarinnan". Detta var första gången en japansk kejsarinna reste utomlands. År 1977 skadade hon ryggen efter ett fall, och efter att hon 1980 tvingades börja använda rullstol minskade hennes representativa uppgifter. Hon framträdde offentligt sista gången 1987.
Nagako motsatte sig sin sons giftermål med Michiko 1959 eftersom denna inte var av adlig eller kunglig börd. Hon hade under de första åren efter bröllopet en mycket dålig relation till Michiko, till stor del på grund av etikettfrågor, och ska ha bidragit till ett psykiskt sammanbrott som Michiko drabbades av under 1960-talet. Konflikten inom hovet löstes inte förrän 1971.
Efter Hirohitos död 1989 drog sig Nagako helt tillbaka från det offentliga livet. Efter flera års sviktande hälsa avled Nagako år 2000 och tilldelades då av Kejsaren postumt namnet Kejsarinna Kojun (香淳皇后 Kōjun-Kōgō?). Vid sin död var kejsarinnan Kojun sedan 1995 den änkekejsarinna (japanska: 皇太后) som har levt längst i japansk historia. År 1973, vid en ålder av 70 år, blev Nagako Japans mest långlivade kejsarinna.

## Barn
- Prinsessan Teru (Teru no miya Shigeko/照宮 成子内親王), (9 december 1925 - 23 juli 1961).
- Prinsessan Hisa (Hisa no miya Sachiko/久宮 祐子内親王), (10 september 1927 - 8 mars 1928).
- Prinsessan Taka (Taka no miya Kazuko/孝宮 和子内親王), (20 september 1929 - 26 maj 1989).
- Prinsessan Yori (Yori no miya Atsuko/順宮 厚子内親王), (7 mars 1931 - 21 juli 2012).
- Prins Tsugu (Tsugu no miya Akihito/継宮 明仁親王) (23 december 1933 - ), Kronprins
- Prins Yoshi (Yoshi no miya Masahito/義宮 正仁親王), (28 november 1935 - ), Prins Hitachi.
- Prinsessan Suga (Suga no miya Takako/清宮 貴子内親王) (2 mars 1939 - ).

## Galleri

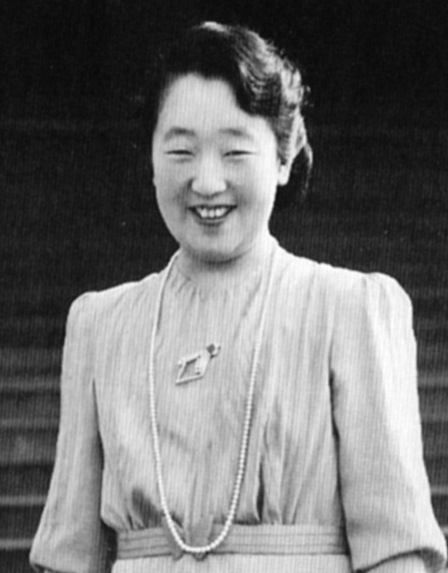
Nagako
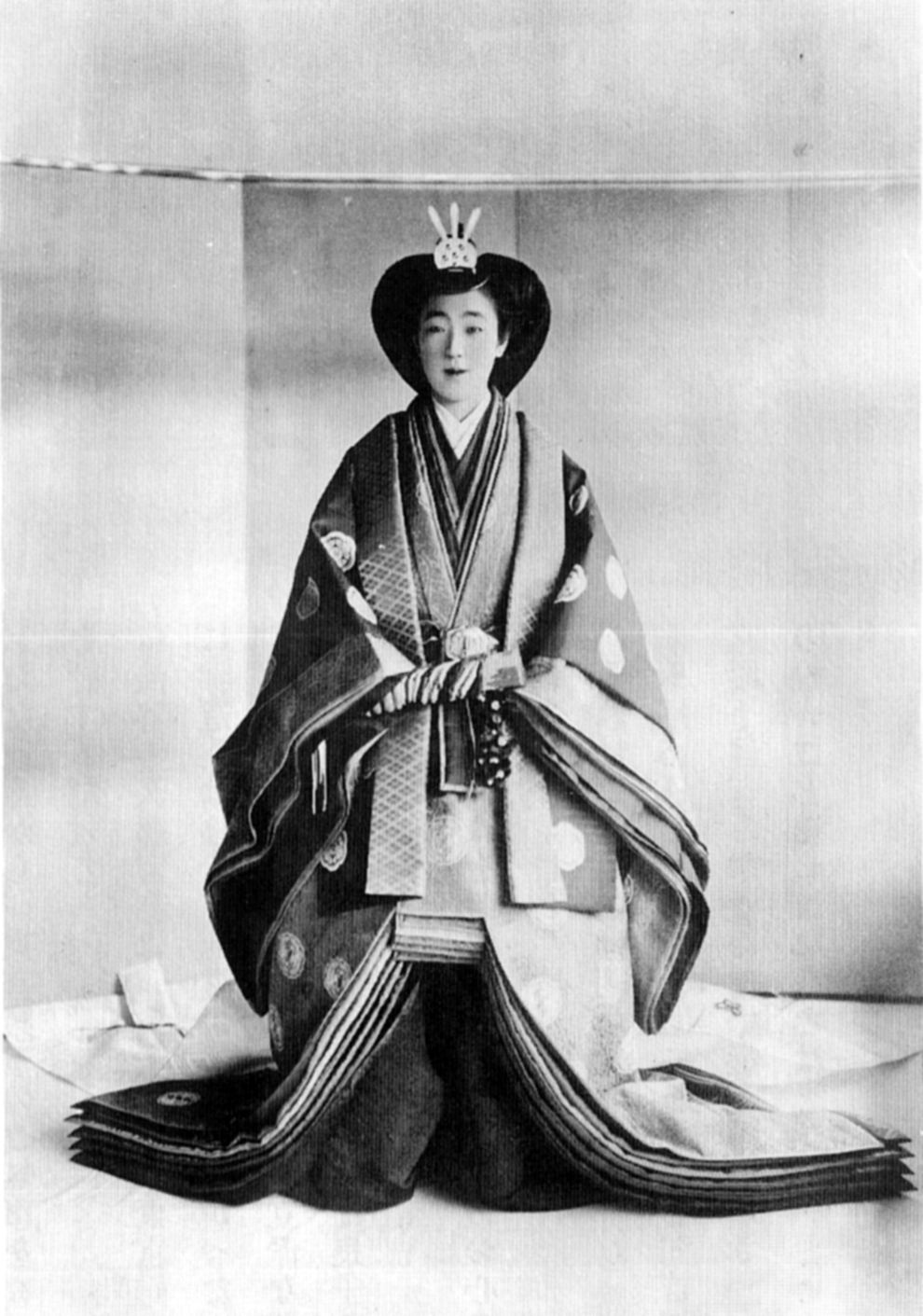
Prinsessan Nagako (良子 女王 Nagako-joō?) i traditionell kostym, 1924.
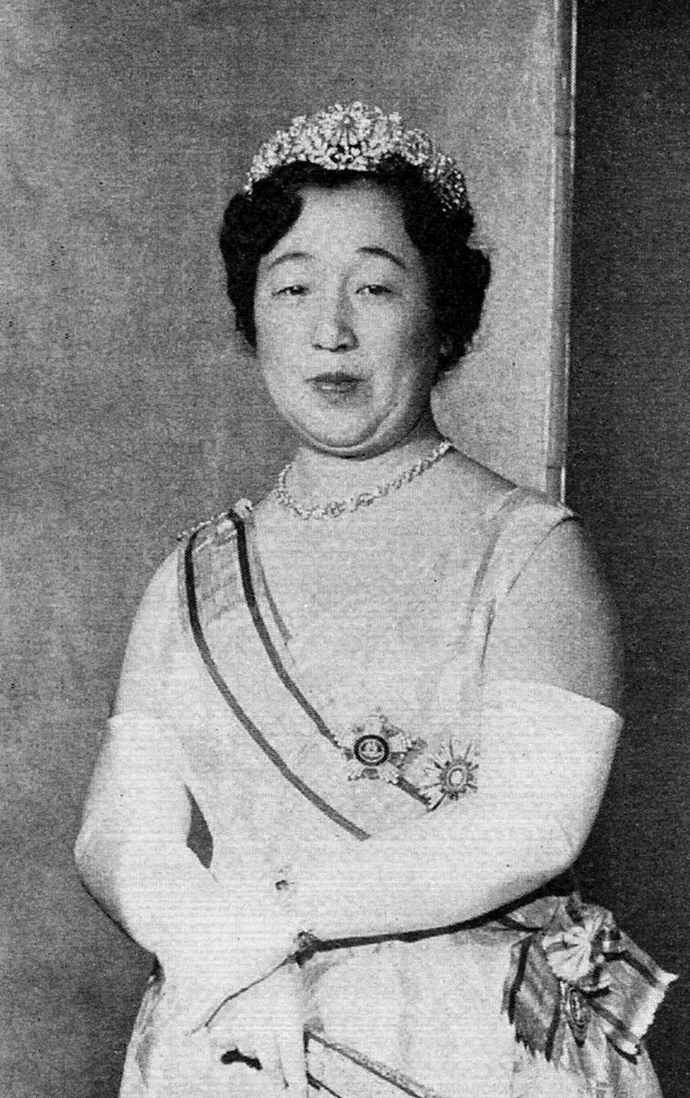
Kejsarinna Kōjun, 1956.
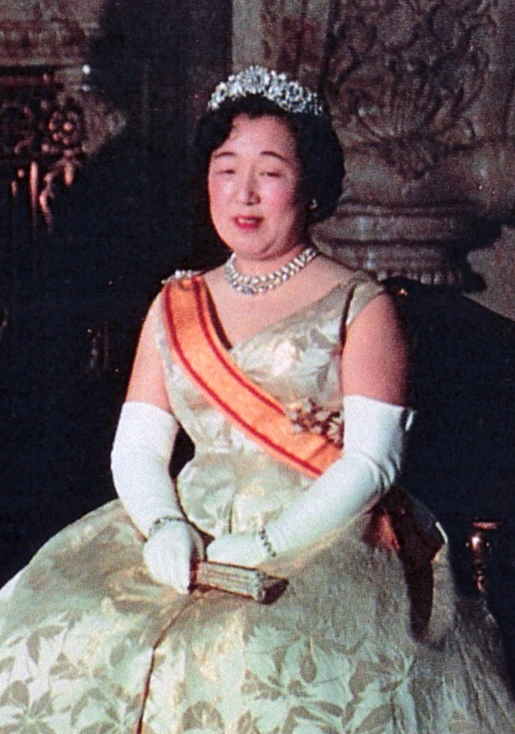
Kejsarinna Kōjun vid dåvarande kronprinsen Akihito och kronprinsessan Michikos bröllop den 10 april 1959.